# Palazzo Zurla De Poli
Il palazzo Zurla De Poli è una dimora storica di Crema.

## Storia
Nasce in origine come villa suburbana all'interno di un'area della città ancora sgombra da abitazioni: infatti, con la ricostruzione delle mura venete attuata tra il 1488 ed il 1509 la cerchia fu ampliata nella parte settentrionale ed è in questa zona che Giacomo Zurla, discendente di una tra le più antiche e ramificate famiglie cremasche, scelse il luogo disponendo nel suo testamento dell'anno 1516 la costruzione della dimora, poi attuata dal figlio Leonardo.
Grazie ad un'epigrafe possiamo ricondurre la costruzione all'anno 1520 mentre dall'anno 1523 intervenne per le decorazioni sia esterne sia interne il pittore Aurelio Buso.
Nel 1836 il nobile Angelo ampliò e abbellì il peristilio, il museo e l'interno della casa come recita un'altra epigrafe, anche per fronte ai danni del terremoto di Soncino del 1802.
Lo stabile appartenne alla famiglia Zurla fino agli inizi del XX secolo quando questo ramo si estinse con Adalberto (deceduto nel 1895) ed Alba (maritata Douglas Scotti) morta nel 1913. Chiara Parravicini, moglie di Adalberto, lo vendette nel 1903 al dottor Giovanni Viviani.
Il nuovo proprietario fece demolire la loggia esterna – documentata in una ripresa fotografica del 1874 – lasciando agli agenti atmosferici i dipinti attribuiti a Carlo Urbino raffiguranti scene della Gerusalemme liberata che andarono così perduti.
Nel 1921 Viviani rivendette il palazzo al conte Gaddo Vimercati Sanseverino che nel 1931 cedette una porzione del giardino al Comitato onoranze ai Principi di Piemonte per erigere una sede idonea per ospitare l'Asilo infantile principe Umberto (completato nel 1935, oggi è la Scuola dell'infanzia comunale Casa dei Bambini – Iside Franceschini).
Sempre nell'anno 1931 il palazzo fu acquistato dall'ingegner Francesco De Poli che, considerate le precarie condizioni in cui versava, ne attuava un recupero per poi sceglierlo come dimora, la quale continua ad appartenere ai discendenti.
A causa dei lavori di tombinatura di via Giovanni Bottesini e dell'urto di un mezzo spargisale, avvenuto nel 1985, nell'ala meridionale si aprirono delle crepe con distacchi negli affreschi che necessitarono un intervento di consolidamento statico e la stesura di nuovo intonaco; fortunatamente durante gli importanti restauri conservativi del 2019 sotto gli stucchi furono riscoperte e rimesse in luce alcune porzioni pittoriche credute perdute.

## Personalità legate al palazzo
- Giacomo Zurla (ancora vivo nel 1524), parteggiò per la resa della città a re Luigi XII che lo fece cavaliere; al ritorno dei veneziani venne esiliato a Grenoble per qualche mese[12].
- Evangelista Zurla il Giovane, figlio di Leonardo, fu il comandante con il grado di sopraccomito della galea Crema San Vittorio che prese parte alla Battaglia di Lepanto dando prova di valore conquistando una galera turca di ventotto banchi le cui armi e insegne furono spedite in patria per essere deposte sull'altare della Madonna nel duomo[13]. Parteciparono assieme a lui il figlio Leonardo e il nipote Rutiliano, entrambi nobili di galera[13].
- Giacomo Zurla (vivo nel 1700) ottenne il titolo di marchese dall'imperatore Leopoldo I d'Asburgo nel 1699[3].

## Caratteristiche

### Esterno

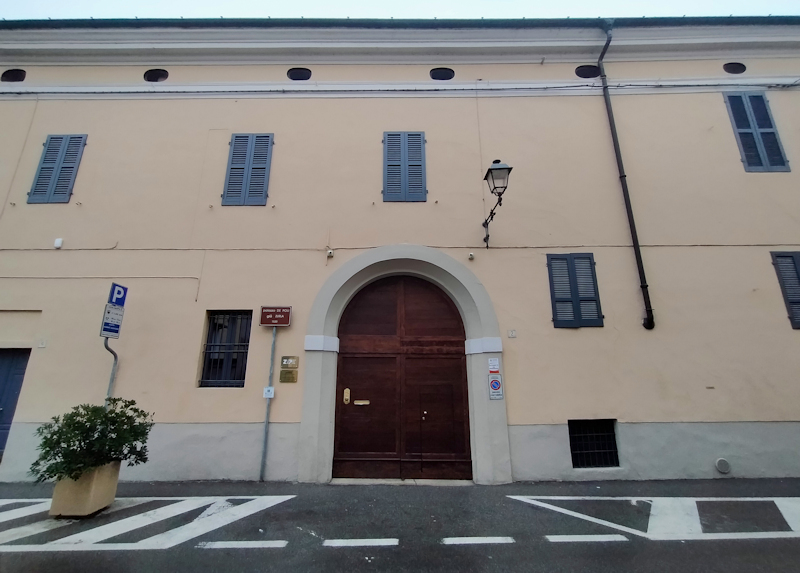
L'ingresso su via Tadini.

La facciata lungo via Tadini si presenta estremamente sobria e lineare e in origine era affrescata, probabilmente in monocromo, da Aurelio Buso; le finestre collocate a sinistra del portale si trovano a livelli differenti rispetto a quelle di destra, mentre un marcapiano anticipa il sottogronda nel quale si aprono alcuni oculi. Alcune semplici aperture a livello stradale servono le cantine. 
Il portale lievemente decentrato presenta un arco a tutto sesto e introduce ad un androne con trottatoie che si apre verso un cortile ciottolato.
In realtà al posto del cortile fino agli inizi del XX secolo si sviluppava una loggia di ordine gigante ben visibile in un'antica fotografia; era composta da cinque archi intervallati da lesene in stile ionico che partivano da alti plinti; sopra gli archi correva una cornice, quindi si apriva una serie di oculi. Sulla parete del palazzo vi si trovavano gli affreschi che raffiguravano Gerusalemme liberata attribuiti a Carlo Urbino o alla scuola del Campi; ancora integri nel 1915 ma abbandonati alle intemperie, non ne rimangono che alcuni lacerti.
Il cortile copre l'area interna di una pianta a "U" con corpi di volumetrie differenti. A destra un scaloncino balaustrato in pietra sedimentaria, un tempo protetto dalla loggia anzidetta, sale verso l'ingresso principale.
Oltre il cortile si apre il giardino all'italiana un tempo ben più vasto e che negli anni trenta del XX secolo fu ridisegnato dai fratelli Mosè e Lodovico Zappelli.

### Interno
Nell'ala destra quattro stanze affrescate sono le più qualificate del complesso e considerate tra le più significative della pittura figurativa cremasca nel XIV secolo. 
Salendo dallo scaloncino d'ingresso si perviene al salone d'onore, detto Salone del convito, con riferimento all'affresco centrale del soffitto a padiglione che rappresenta, per l'appunto, Il convito degli Dei; tutt'intorno, all'interno di lunette, riquadri e ovali, si trovano dodici scene mitologiche di Amore e Psiche alcune delle quali sono state in tempi incerti strappate, ricollocate su tela e riattaccate al soffitto. L'attribuzione del ciclo è incerta: i nomi ricorrenti sono quelli di Aurelio Busso oppure Giovan Battista Castello (discepolo di Vincenzo Civerchio). Per dargli maggior risalto durante i restauri del 2019 le pareti sono state ridipinte di un verde tenue in luogo del precedente color porpora; coevo alla costruzione del palazzo è il camino con architrave inframmezzato da rosoncini, due statue sulla cappa e un cartiglio centrale raffigurante Il trionfo; sopra era posto un busto scomparso dopo i cedimenti del 1985.
La sala con Le storie dei patriarchi: si tratta di undici scene che raccontano le storie dei patriarchi biblici; anche in questo caso la paternità e dubbia: molte fonti, che si rifanno a testi andati perduti quindi non verificabili, attribuiscono gli affreschi a Vincenzo Civerchio, altre basate su raffronti e studi ipotizzano la mano di Giovan Battista Castello.
La stanza con Le storie di Naamam il Siro, dieci episodi sulla vita del generale arameo con cartigli molto elaborati; in uno di questi vi è raffigurato un sovrano a fianco del quale il restauro del 2019 ha rimesso in luce la scritta V.C. KAROLUS CIƆIƆXL da leggersi come V.C. CARLO V 1540, con riferimento al sovrano Carlo V che, effettivamente, tra il 1540 ed il 1541 fu in Lombardia. La paternità del ciclo è controversa: la tradizione e le antiche fonti la riconducono a Vincenzo Civerchio anche per la presenza delle iniziali V e C che, però, studi più recenti le ipotizzano apocrife e si orientano verso Giovan Battista Castello oppure verso un'opera giovanile di Carlo Urbino.
L'ultima stanza è detta del Figliol prodigo con dieci riquadri della ben nota parabola. Si tratta della sala che maggiormente soffrì dei danni del 1985 con distacco di materia pittorica; ma i restauri hanno permesso di riportare alla luce una parte della scena del Figliol Prodigo nei campi con un pastore; in particolare, è riemerso un cippo ritenuto ormai perduto sul quale appare la scritta D. AVR BVSO che permette di identificare con certezza l'autore in Aurelio Buso. Vi sono anche tracce di una data illeggibile.

## Un'opera di Raffaello venduta
Gli Zurla detenevano un'opera di Raffaello Sanzio raffigurante San Sebastiano; fu venduta all'incisore Giuseppe Longhi nel 1818; il successivo proprietario, il conte Guglielmo Lochis la donò nel 1886 all'Accademia Carrara di Bergamo.